# Josep Puig i Cadafalch
Josep Puig i Cadafalch (Mataró, 17 ottobre 1867 – Barcellona, 23 dicembre 1956) è stato un architetto spagnolo, uno dei principali architetti del modernismo catalano.

## Biografia
Nacque a Mataró, una cittadina industriale costiera della provincia di Barcellona. Studiò architettura e Scienze a Barcellona, quando terminò tornò a Mataró, dove assunse l'incarico di architetto municipale a soli 24 anni. Conservò questo posto per cinque anni, periodo in cui costruì anche i suoi primi edifici a Mataró.
In seguito Puig fu nominato cattedratico nella Escuela Técnica Superior de Arquitectura de Barcelona, per l'insegnamento di Idraulica e Resistenza dei materiali. Nel 1917 assunse l'incarico di Presidente della Mancomunitat de Catalunya, ed elaborò pertanto un piano ambizioso d'insegnamento e cultura e dette impulso agli scavi archeologici di Empúries. Fece anche in modo che si costruissero nuove strade e che si sviluppasse l'agricoltura. Nel 1923 fu destituito e sostituito da Alfons Sala.
Puig fu discepolo di Lluís Domènech i Montaner, e viene considerato l'ultimo rappresentante del modernismo catalano e il primo del Noucentisme. Secondo certi esperti, la sua opera può essere divisa nei seguenti tre differenti periodi.
- Il primo periodo è quello modernista in cui l'architetto utilizza come modello la casa di campagna dell'aristocrazia catalana, alla quale annette elementi d'ispirazione nordica. A questo periodo fanno riferimento edifici come la Casa Amatller, la Casa Martí e, in particolar modo, la Casa de les Punxes. Tutte queste opere furono realizzate fra il 1895 e il 1905.
- Il secondo periodo si può definire come dell'idealismo razionale: una tendenza architettonica basata sui gusti della nuova alta borghesia. Gli edifici sono progettati con criterio maggiormente razionale e pratico. Le sue opere più rappresentative di questo periodo sono la Casa Trinxet, la Casa Muntadas e la Casa Pere Company.
- Il terzo periodo è quello monumentalista e si sviluppa parallelamente alla preparazione e alla celebrazione della Esposizione Universale di Barcellona del 1929, di cui Puig fu l'architetto principale. In questa fase creativa gli edifici sono ispirati all'architettura romana, nonostante essa si combini con elementi tipici di Valencia e dell'Andalusia. Le pareti sono gialle, e sono utilizzate numerose colonne come elementi strutturali. Da tutto ciò risulta un attraente stile neobarocco.

Puig mostrò grande interesse per l'architettura statunitense, e giunse a disegnare un edificio, la Casa Pich i Pon, ispirata all'opera dell'architetto statunitense Louis Sullivan. Inoltre, nel suo lavoro di architetto, realizzò un importante lavoro come decoratore artistico specialista e scrisse vari saggi sull'architettura romanica e gotica in Catalogna, come pure numerosi libri. Durante la Guerra civile spagnola andò in esilio volontario a Parigi e tenne lezioni magistrali di architettura e storia in numerose università, cosa che gli valse un ampio riconoscimento internazionale. Puig ricevette il titolo di dottore honoris causa da vari atenei, fra cui quello di Parigi della Sorbona. Al rientro in Spagna si scontrò col fatto che il nuovo regime politico franchista, fortemente avverso al Modernismo, non gli consentiva di esercitare la sua professione di architetto e tale divieto lo costrinse al solo restauro di edifici e monumenti storici. Nel 1942 fu nominato presidente dell'Institut d'Estudis Catalans, incarico che mantenne fino alla morte. Si spense nella sua residenza di Barcellona a 89 anni.

## Opere principali
A Barcellona:
- Casa Martí (1896)
- Casa Amatller (1898-1900)
- Casa Macaya (1901)
- Casa Muntadas (1901)
- Casa Serra (1903)
- Casa Trinxet (1904)

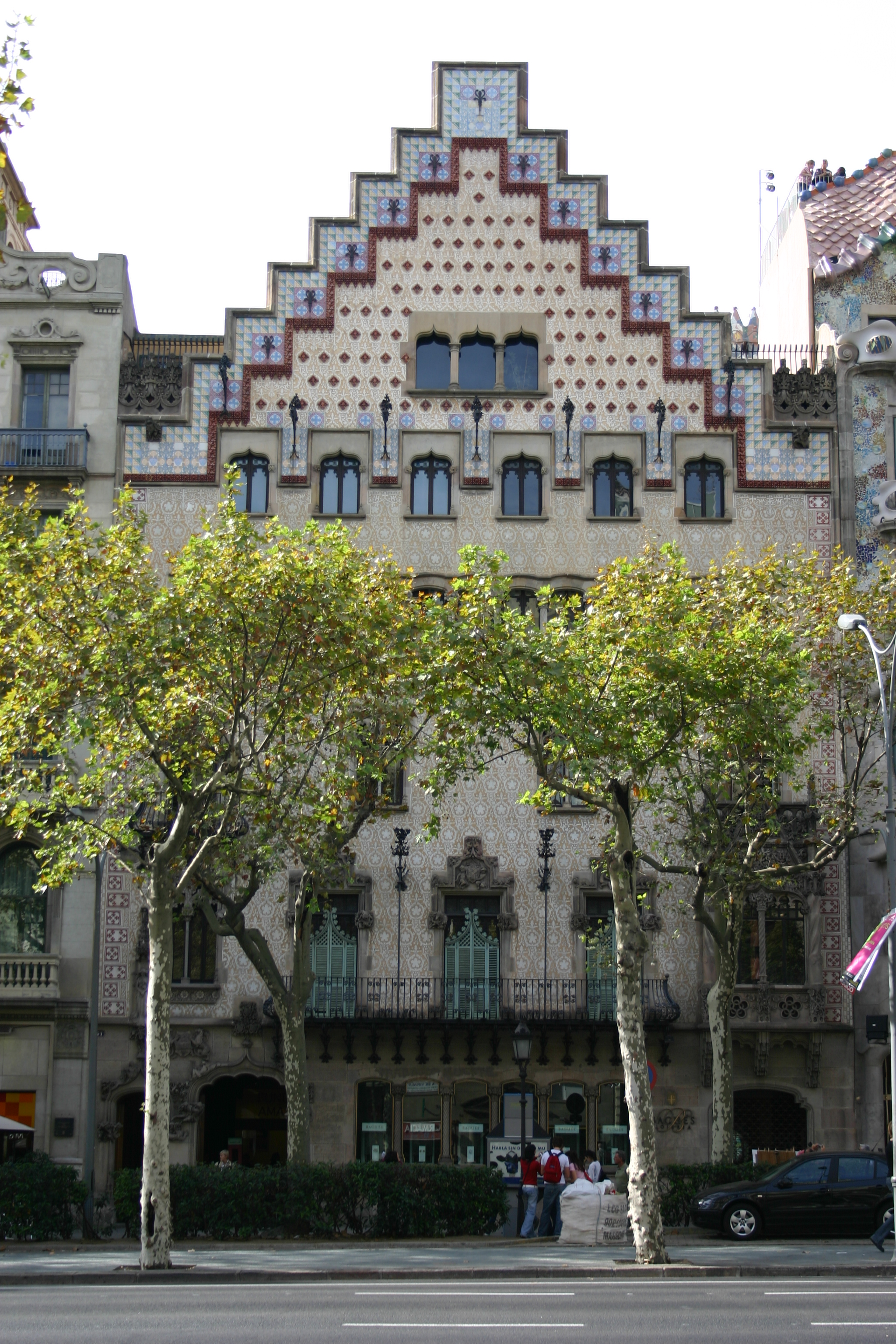
Casa Amatller

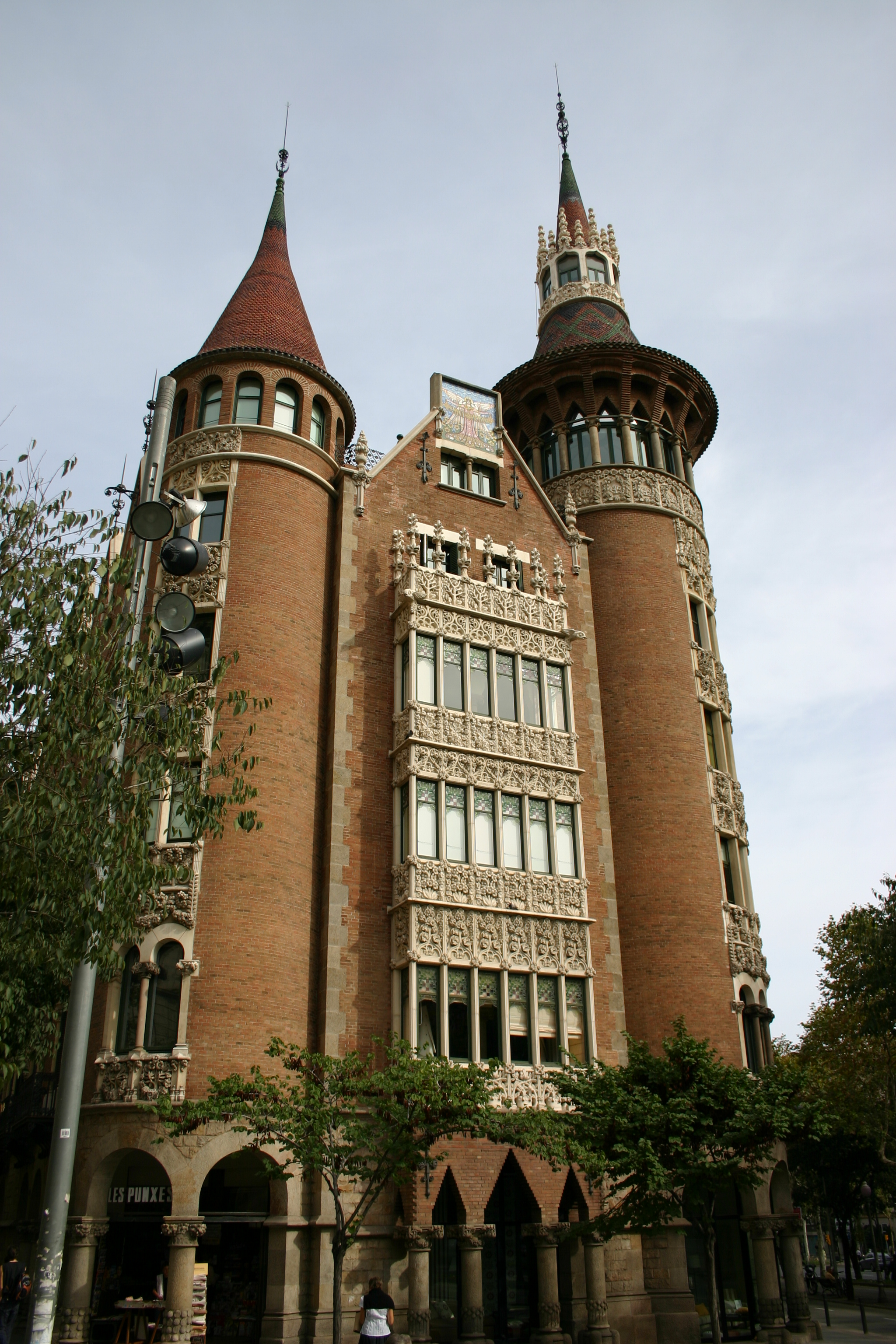
Casa de les Punxes

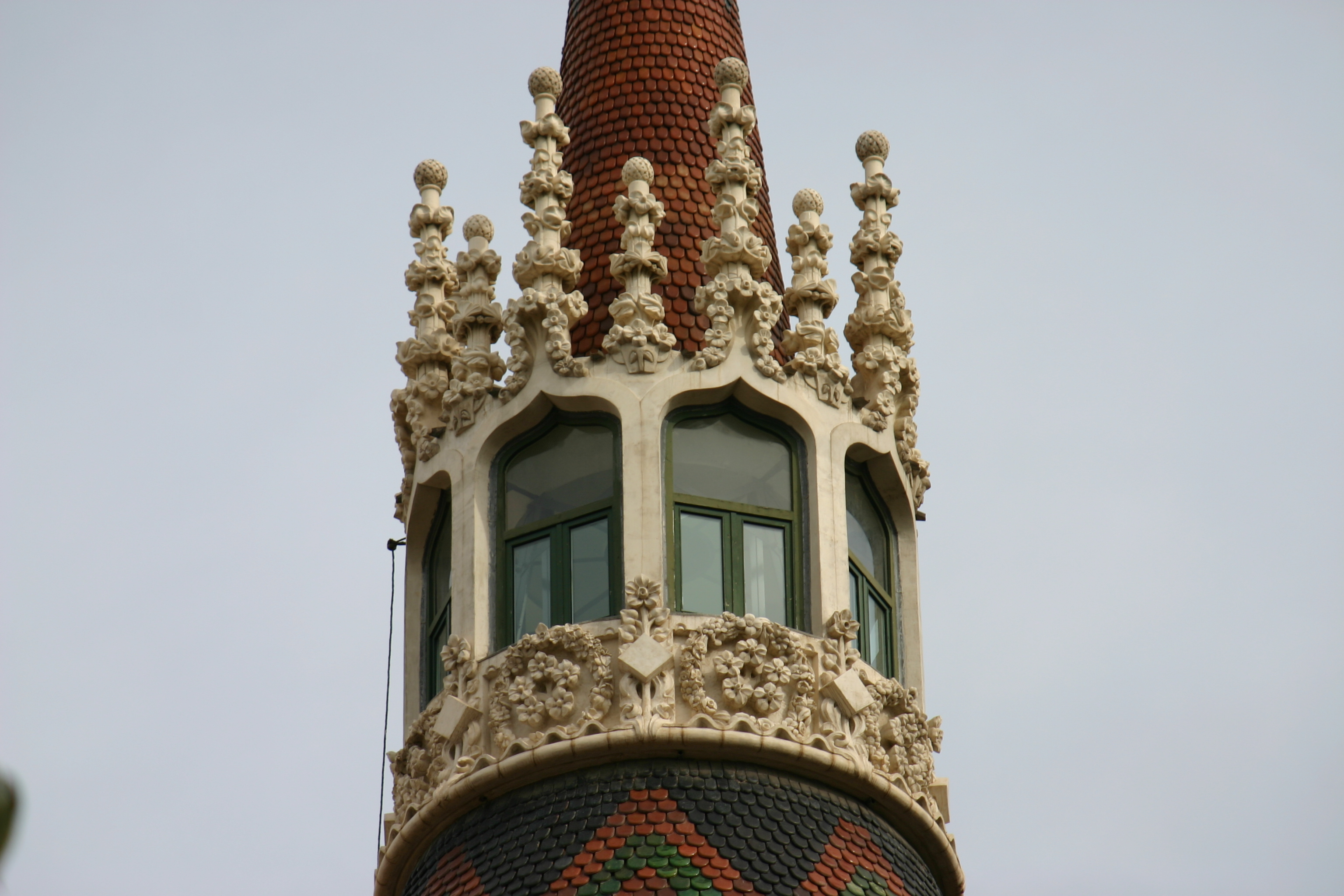
Particolare della Casa de les Punxes

- Palau del Baró de Quadras (1904 - 1906)
- Casa de les Punxes o Casa Terradas (1905)
- Casa Pere Company (1911)
- Fàbrica Casaramona (1911)
- Casa Muley Afid (1914)
- Le Quattro Colonne (1919)
- Casa Pich i Pon (1921)

Principali opere in altre città:
- Casa Garí, Argentona
- Casa Puig i Cadafalch, Argentona
- Casa Coll i Regàs, Mataró
- Casa Parera, Mataró
- Casa Sisternes, Mataró
- Església de Sant Esteve, Andorra la Vella
- Cantine Codorníu, Sant Sadurní d'Anoia